# 그 겨울, 바람이 분다
《그 겨울, 바람이 분다》는 2013년 2월 13일부터 2013년 3월 28일까지 SBS에서 방송된 드라마 스페셜이다.

## 줄거리
삶에 대한 회의감과 절망만이 가득한 남자가 인생의 끝자락에 서있는 자신의 모습을 보면서 괴로워하고 하루하루 애쓰며 살아간다. 자신과 처지가 비슷한 여자를 만나게되어 삶에 대한 근본적인 이유를 찾게되고, 사랑을 통해 점차 자신들 삶에 대한 진정한 가치를 느낀다. 자기 자신을 내려놓을 정도의 용기있는 사랑을 보여주면서, 차갑고 쓸쓸했던 자신들의 삶에 따듯한 봄과 희망을 향해 한 걸음씩 다가가는 이야기.

## 등장 인물

### 주요 인물
- 조인성 : 오수 역 (아역 이태우, 홍태의) - 전문 포커 겜블러
- 송혜교 : 오영 역 (아역 이예선) - 대기업 상속녀
- 김범 : 박진성 역
- 정은지 : 문희선 역 - 플로리스트 수강생
- 김규철 : 장성 역 - 피엘그룹 기업변호사

### 그 외 주요 인물
- 배종옥 : 왕혜지 역 - 비서
- 김태우 : 조무철 역 - 청부폭력배
- 서효림 : 진소라 역 - 톱배우, 피엘그룹의 CF 모델
- 김영훈 : 이명호 역 - 피엘그룹 본부장

### 오영의 주변 인물
- 임세미 : 손미라 역 - 영의 유일한 친구
- 최승경 : 심중태 역 - 카페 주인
- 한정현 : 김정현 역 - 중태의 아내

### 특별출연
- 이재우 : 오수 역 - 오영의 오빠 역
- 유건 : 정우 역
- 고인범 : 박진성의 아버지 역
- 경수진 : 문희주 역

## 시청률
최저 시청률과 최고 시청률은 시청률 조사회사와 지역별로 시청률에 차이가 있을 수 있습니다.
| 2013년      | 2013년      | 2013년         | 2013년       | 2013년         | 2013년       |
| 회차        | 방송일      | TNmS 시청률    | TNmS 시청률  | AGB 시청률     | AGB 시청률   |
| 회차        | 방송일      | 대한민국(전국) | 서울(수도권) | 대한민국(전국) | 서울(수도권) |
| ----------- | ----------- | -------------- | ------------ | -------------- | ------------ |
| 제1회       | 2월 13일    | 10.1%          | 12.2%        | 11.3%          | 13.0%        |
| 제2회       | 2월 13일    | 12.0%          | 14.0%        | 12.8%          | 14.5%        |
| 제3회       | 2월 14일    | 12.3%          | 14.4%        | 12.4%          | 13.8%        |
| 제4회       | 2월 20일    | 12.5%          | 14.0%        | 13.4%          | 14.6%        |
| 제5회       | 2월 21일    | 12.9%          | 15.3%        | 14.1%          | 15.5%        |
| 제6회       | 2월 27일    | 11.5%          | 12.8%        | 13.0%          | 13.9%        |
| 제7회       | 2월 28일    | 11.8%          | 13.5%        | 13.9%          | 14.9%        |
| 제8회       | 3월 6일     | 11.3%          | 13.9%        | 13.3%          | 14.8%        |
| 제9회       | 3월 7일     | 13.5%          | 15.5%        | 14.4%          | 16.1%        |
| 제10회      | 3월 13일    | 12.3%          | 14.7%        | 14.2%          | 16.1%        |
| 제11회      | 3월 14일    | 12.1%          | 13.6%        | 14.9%          | 16.9%        |
| 제12회      | 3월 20일    | 11.6%          | 13.6%        | 13.3%          | 14.4%        |
| 제13회      | 3월 21일    | 13.6%          | 15.4%        | 15.3%          | 17.3%        |
| 제14회      | 3월 27일    | 12.7%          | 15.1%        | 14.7%          | 16.2%        |
| 제15회      | 3월 28일    | 13.6%          | 15.6%        | 15.1%          | 16.9%        |
| 제16회      | 4월 3일     | 15.4%          | 19.1%        | 15.8%          | 18.2%        |
| 평균 시청률 | 평균 시청률 | 12.5%          | 14.5%        | 13.9%          | 15.4%        |

## 연속 방송
- 2013년 2월 13일 : 밤 10시부터 2회 연속방송 (1회, 2회)

## 사운드 트랙

### Part.1
| #  | 제목                    | 작사 | 작곡 | 재생 시간 |
| -- | ----------------------- | ---- | ---- | --------- |
| 1. | 〈먹지〉 (예성)         | 강타 | 강타 | 4:39      |
| 2. | 〈먹지 (Inst.)〉 (예성) |      | 강타 | 4:39      |

### Part.2
| #  | 제목                         | 작사           | 작곡           | 재생 시간 |
| -- | ---------------------------- | -------------- | -------------- | --------- |
| 1. | 〈겨울사랑〉 (더 원)         | 백민혁, 회장님 | 백민혁, 회장님 | 4:12      |
| 2. | 〈겨울사랑 (Inst.)〉 (더 원) |                | 백민혁, 회장님 | 4:12      |

### Part.3
| #  | 제목                    | 작사   | 작곡       | 재생 시간 |
| -- | ----------------------- | ------ | ---------- | --------- |
| 1. | 〈눈꽃〉 (거미)         | 최갑원 | 김세진, PJ | 3:27      |
| 2. | 〈눈꽃 (Inst.)〉 (거미) |        | 김세진, PJ | 3:27      |

### Part.4
| #  | 제목                                                      | 작사                   | 작곡           | 재생 시간 |
| -- | --------------------------------------------------------- | ---------------------- | -------------- | --------- |
| 1. | 〈Tears Fallin' 〉 (김보아 (스피카))                      | 오한승, 이수영, 한상경 | 이수영, 한상경 | 3:50      |
| 2. | 〈Tears Fallin' (Guitar Ver.)〉 (김보아 (스피카))         | 오한승, 이수영, 한상경 | 이수영, 한상경 | 3:49      |
| 3. | 〈Tears Fallin' (Inst.)〉 (김보아 (스피카))               |                        | 이수영, 한상경 | 3:50      |
| 4. | 〈Tears Fallin' (Guitar Ver.) (Inst.)〉 (김보아 (스피카)) |                        | 이수영, 한상경 | 3:49      |

### Part.5
| #  | 제목                           | 작사 | 작곡 | 재생 시간 |
| -- | ------------------------------ | ---- | ---- | --------- |
| 1. | 〈그리고 하나〉 (태연)         | 강타 | 강타 | 4:15      |
| 2. | 〈그리고 하나 (Inst.)〉 (태연) |      | 강타 | 4:15      |

### OST
| #   | 제목                                              | 작사                   | 작곡           | 재생 시간 |
| --- | ------------------------------------------------- | ---------------------- | -------------- | --------- |
| 1.  | 〈먹지〉 (예성)                                   | 강타                   | 강타           | 4:39      |
| 2.  | 〈눈꽃〉 (거미)                                   | 최갑원                 | 김세진, PJ     | 3:27      |
| 3.  | 〈겨울사랑〉 (더 원)                              | 백민혁, 회장님         | 백민혁, 회장님 | 4:12      |
| 4.  | 〈Tears Fallin' (Guitar Ver.)〉 (김보아 (스피카)) | 오한승, 이수영, 한상경 | 이수영, 한상경 | 3:49      |
| 5.  | 〈그리고 하나〉 (태연)                            | 강타                   | 강타           | 4:15      |
| 6.  | 〈겨울사랑 (Piano Ver.)〉 (더 원)                 | 백민혁, 회장님         | 백민혁, 회장님 | 4:51      |
| 7.  | 〈Tears Fallin' (Piano Ver.)〉 (김보아 (스피카))  | 오한승, 이수영, 한상경 | 이수영, 한상경 | 3:50      |
| 8.  | 〈겨울사랑〉 (2EYES)                              | 백민혁, 회장님         | 백민혁, 회장님 | 4:01      |
| 9.  | 〈Blind Love〉 (Various Artists)                  |                        |                | 2:03      |
| 10. | 〈살고 싶다〉 (Various Artists)                   |                        |                | 1:44      |
| 11. | 〈With U〉 (Various Artists)                      |                        |                | 2:37      |
| 12. | 〈Goodbye Happiness〉 (Various Artists)           |                        |                | 2:25      |
| 13. | 〈78억〉 (Various Artists)                        |                        |                | 1:34      |
| 14. | 〈사랑따윈 필요없어〉 (Various Artists)           |                        |                | 1:55      |
| 15. | 〈It's Over〉 (Various Artists)                   |                        |                | 1:50      |
| 16. | 〈겨울바람〉 (Various Artists)                    |                        |                | 3:47      |
| 17. | 〈비밀의 방〉 (Various Artists)                   |                        |                | 1:55      |
| 18. | 〈Open Your Eyes〉 (Various Artists)              |                        |                | 2:28      |
| 19. | 〈포커페이스〉 (Various Artists)                  |                        |                | 1:35      |
| 20. | 〈오해〉 (Various Artists)                        |                        |                | 1:41      |
| 21. | 〈블랙잭〉 (Various Artists)                      |                        |                | 3:33      |
| 22. | 〈따뜻한 눈빛〉 (Various Artists)                 |                        |                | 2:04      |
| 23. | 〈영이의 방〉 (Various Artists)                   |                        |                | 2:57      |
| 24. | 〈겨울에 만난 사랑〉 (Various Artists)            |                        |                | 5:40      |

## 수상 경력
- 2013년 SBS 연기대상 10대 스타상, 미니시리즈 부문 여자 최우수연기상 - 송혜교
- 2013년 SBS 연기대상 10대 스타상, 특별상 - 조인성
- 2013년 SBS 연기대상 뉴스타상 - 정은지
- 2013년 제49회 백상예술대상 TV 연출상 - 김규태
- 2013년 제2회 에이판 스타 어워즈 대상 - 송혜교

## 참고 사항
- 본 드라마는 당초 KBS 드라마본부 측에서 수목미니시리즈로 편성할 계획이었지만, KBS 드라마운영팀의 곽기원 팀장의 인터뷰에서, "노희경 작가가 쓴 휴먼 멜로 드라마 '그 겨울 바람이 분다'는 일본 원작이라는 점에 대한 부담감이 많다는 이유로, SBS 수목미니시리즈로 교환 편성하면서, 퓨전 사극 드라마 '전우치'의 후속작인 '아이리스 2'를 방영하기로 결정했다"라고 덧붙였다.[3]
- 리서치 전문 사이트 소비자 리서치패널 틸리언(www.tillionpanel.com)을 통해 2013년 드라마 최고의 1분을 조사한 결과, 송혜교와 조인성이 극중 선보였던 솜사탕키스가 1위를 차지하였다.[4]

## 동시간대 드라마
- KBS 수목 미니시리즈

《아이리스 2》 (2013년 2월 13일 ~ 2013년 4월 18일)
- MBC 수목 미니시리즈

《7급 공무원》 (2013년 1월 23일 ~ 2013년 3월 28일)
《남자가 사랑할 때》 (2013년 4월 3일 ~ 2013년 6월 6일)

## 같이 보기
- 사랑따윈 필요없어, 여름 : 2002년 7월 2일부터 2002년 9월 13일까지 TBS에서 방영된 본 드라마의 원작
- 사랑따윈 필요없어 : 대한민국에서 2006년 개봉한 일본 드라마를 원작으로 한 영화